# Ponte di Zan
Il ponte di Zan (in ligure ponte de Zan) è un ponte d'epoca medievale che si trova sul rio Busti poco prima della sua confluenza nel Vobbia in val Vobbia al confine tra i comuni di Vobbia e Isola del Cantone, nella città metropolitana di Genova. Il ponte si trova vicino al nuovo ponte degli anni trenta del XX secolo della strada provinciale 8 di Vobbia.
Dal ponte prendono corso due storici sentieri boschivi: il "Sentiero dei sette seccherecci" (locali in pietra per l'essiccazione delle castagne) e il "Sentiero dell'acqua pendente".

## Storia e descrizione
Il ponte fu forse costruito da Giovanni Malaspina, marchese di Gavi e figlio di Opizzone della Pietra, signore del castello della Pietra a Vobbia.
Tuttavia una leggenda locale racconta che tale passaggio viario fu costruito dal diavolo in persona in cambio della prima anima che lo avesse attraversato. Quando sopraggiunse il paesano "Zan" - diminutivo di Zane, Giovanni in dialetto genovese - quest'ultimo ingannò Satana facendo rotolare sul ponte una formaggetta mandando poi il suo cane a riprenderla. La leggenda paesana continua raccontando la vendetta del diavolo che, subìto l'affronto e vedendo Zan seppellire nei pressi del ponte un forziere con un tesoro, lanciò una maledizione su chiunque tentasse di prelevare il tesoro scatenando improvvise frane. Quando la comunità parrocchiale di Vobbia si recò a recuperare il forziere - per la costruzione della locale chiesa - il parroco cospargendo il terreno con acqua benedetta e facendo il segno della croce scacciò per sempre la presenza diabolica.